# Alexandra Sergejewna Gontscharowa
Alexandra Sergejewna Gontscharowa (russisch Александра Сергеевна Гончарова; * 26. Oktober 1992 in Moskau) ist eine ehemalige russische Radsportlerin.

## Sportliche Laufbahn
Alexandra Gontscharowa errang ihre ersten radsportlichen Erfolge auf der Bahn. 2010 wurde sie Junioren-Europameisterin im Scratch und errang Silber im Punktefahren. Nach weiteren Medaillen bei U23-Europameisterschaften errang sie 2014 (mit Tamara Balabolina, Irina Molischewa und  Jewgenija Romanjuta) und   2015 (mit Gulnas Badykowa, Tamara Balabolina, Alexandra Tschekina und Maria Sawitskaja) jeweils Silber in der Mannschaftsverfolgung.
Im Februar 2019 erhielt Alexandra Gontscharowa einen Vertrag beim italienischen Team Servetto-Piumate-Beltrami. Im Juni darauf wurde sie russische Meisterin im Straßenrennen. Ende der Saison beendete sie ihre Radsportlaufbahn.

## Erfolge

### Bahn
2010
- Junioren-Europameisterin – Scratch
- Junioren-Europameisterschaft – Punktefahren

2011
- U23-Europameisterschaft – Mannschaftsverfolgung (mit Jelena Litschmanowa und Lidia Malachowa)

2013
- Russische Meisterin – Mannschaftsverfolgung (mit Tamara Balabolina, Alexandra Tschekina, und Marija Mischina)

2014
- U23-Europameisterin – Mannschaftsverfolgung (mit Gulnas Badykowa, Tamara Balabolina und Alexandra Tschekina)
- U23-Europameisterschaft – Einerverfolgung, Scratch
- Europameisterschaft – Mannschaftsverfolgung (mit Tamara Balabolina, Irina Molischewa und  Jewgenija Romanjuta)

2015
- Europameisterschaft – Mannschaftsverfolgung (mit Gulnas Badykowa, Tamara Balabolina, Alexandra Tschekina und Maria Sawitskaja)

2017
- Russische Meisterin – Omnium

2018
- Russische Meisterin – Mannschaftsverfolgung (mit Gulnas Badykowa, Jewgenija Augustinas und Anastassija Tschursina)

2019
- Russische Meisterin – Mannschaftsverfolgung (mit Daria Malkowa, Tamara Balabolina und Marija Rostowzewa)

### Straße
2019
- Russische Meisterin – Straßenrennen

## Teams
- 2012 RusVelo
- 2019 Servetto-Piumate-Beltrami (ab 25. Februar)